# Audi e-tron GT
El Audi e-tron GT es un automóvil eléctrico de batería fabricado por Audi.
Presentado en febrero de 2020. Existen diferentes versiones, donde la de mayor capacidad tiene una potencia máxima de 598 CV (590 HP; 440 kW) y acelera de 0 a 100 km/h (0 a 62 mph) en 3.3 segundos.
El 24 de noviembre de 2022, Audi Argentina lanzó en Argentina a la primera generación del E-Tron GT. Es un sedán eléctrico del segmento E. Comparte plataforma con el Porsche Taycan que también se vende en Argentina. Llega en una sola versión, RS Quattro. Llega importado de Alemania. Tiene un motor eléctrico en cada eje (238 cv adelante y 455 cv atrás), con un rendimiento total de 646 cv y 830 Nm. Las baterías son de 93.4 kWh y la arquitectura de 800 V que permite recarga rápida de incluyendo 0 a 80 por ciento en 23 minutos. La autonomía declarada es de 472 kilómetros. Lo más impresionante de este auto, son las prestaciones. Acelera de 0 a 100 en 3,3 segundos. Su rival más directo en Argentina es el Porsche Taycan. Su precio es estratosférico. Tiene lo mejor de Audi incluyendo asistencias de seguridad activa, y elementos como faros Matrix LED con luz láser Audi, además de suspensión neumática adaptativa, dirección en las cuatro ruedas y llantas de 20 pulgadas con neumáticos 245/45 adelante y 285/40 atrás. Se importa solamente por pedido, con garantía de tres años o 90.000 kilómetros. De esta manera, el E-Tron GT se vende en una sola versión. Sigue a la venta en 2023.[cita requerida]

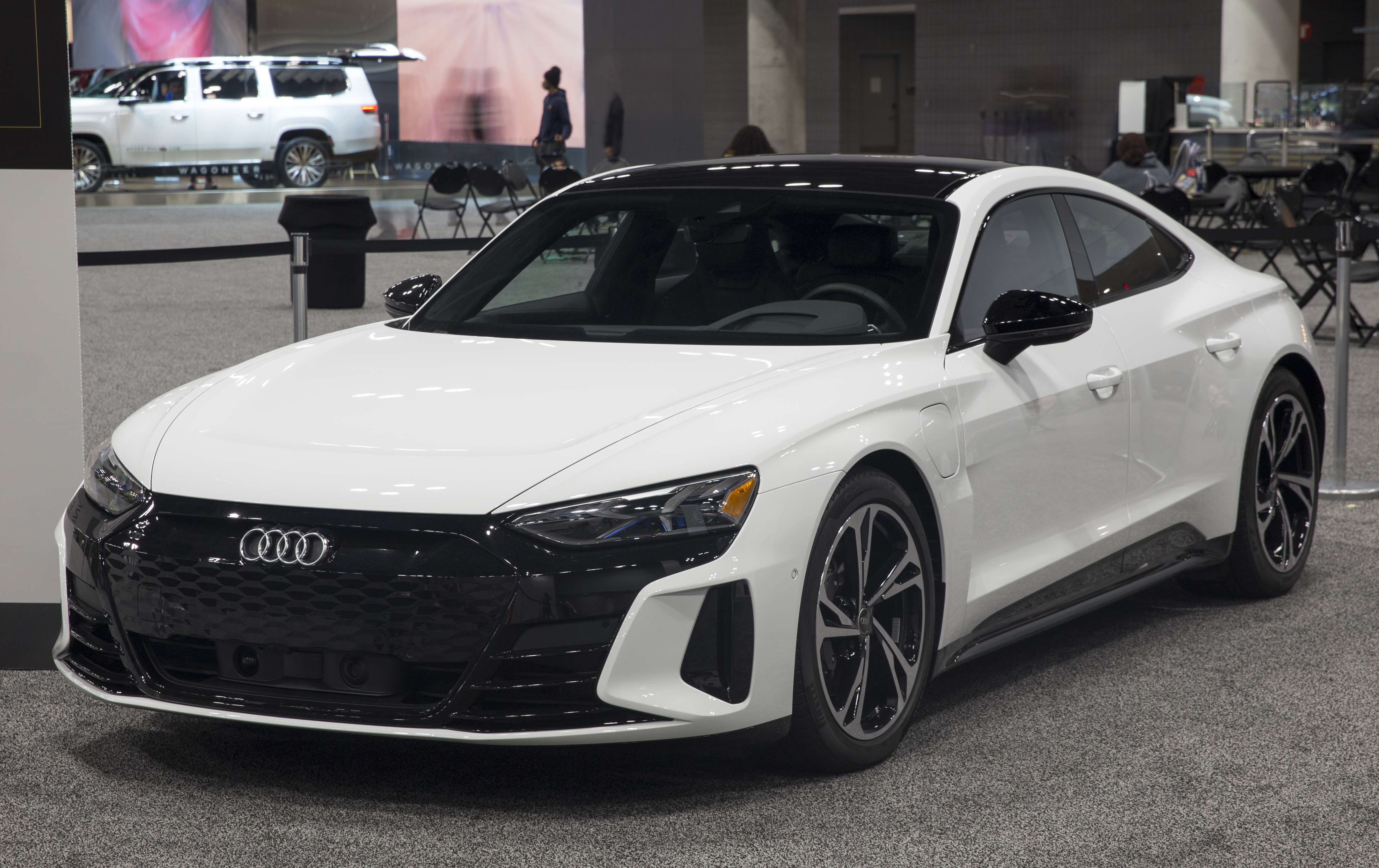
En el Salón del Automóvil de Nueva York de 2022
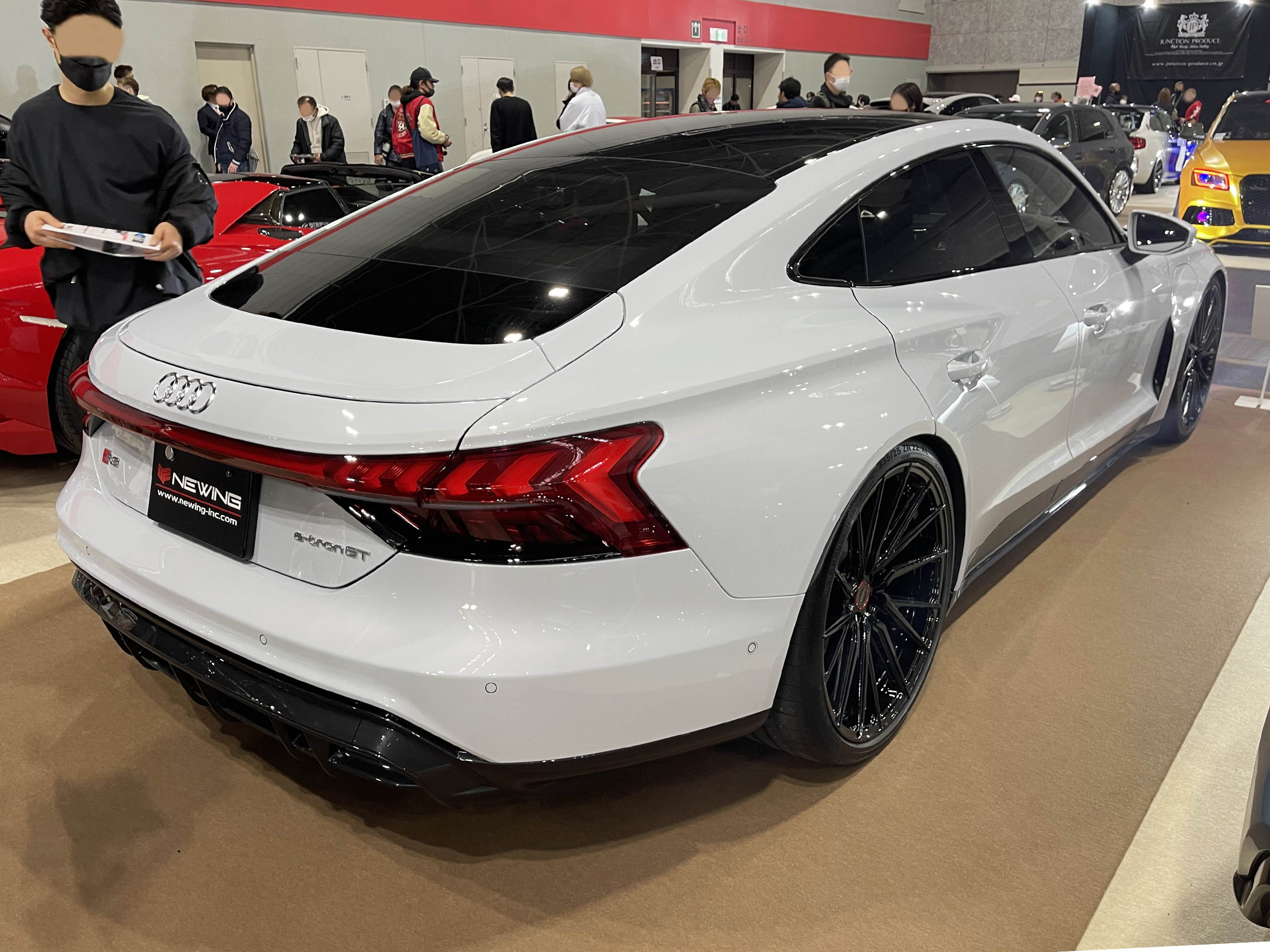
Versión RS en el Salón del automóvil de Osaka de 2022
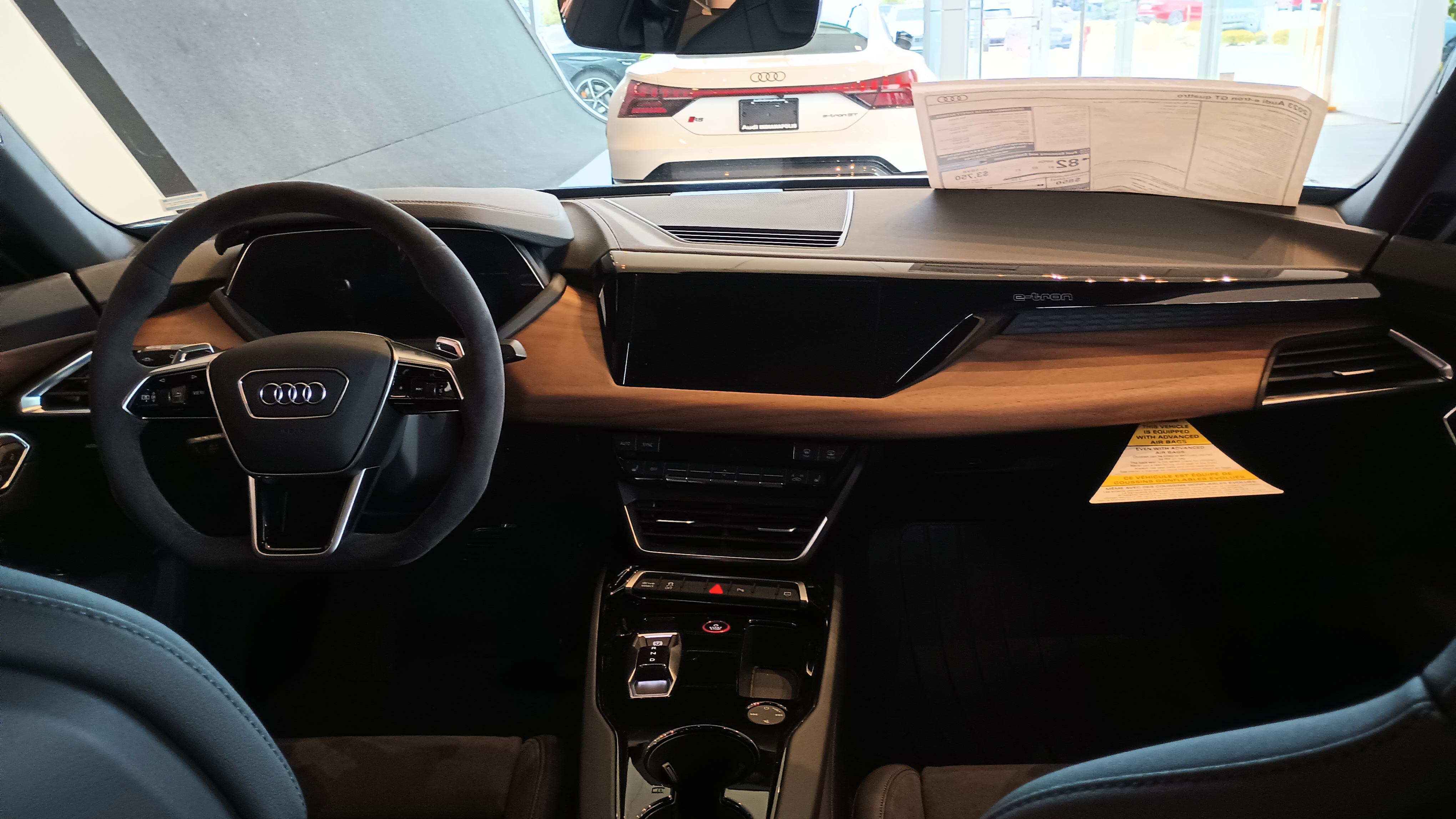
Interior de un modelo 2023